# Lexikon der Anarchie
Das Lexikon der Anarchie ist ein Projekt zur Erstellung eines Nachschlagewerks zu den Themen Anarchie und Anarchismus. Es wurde ab 1992 von Hans-Jürgen Degen im Verlag Schwarzer Nachtschatten (Karlheinz Schreieck (Bösdorf)) herausgegeben. Das Lexikon war als Loseblattausgabe, die die Möglichkeit zur ständigen Aktualisierung bot, konzipiert, deren Einzelbeiträge in mitgelieferten DIN A5-Ringbuchordnern (mit alphabetischen Trennblättern und Index) gesammelt werden konnten. Die Herausgabe erfolgte, nach einer ersten Grundausstattung mit ungefähr 150 Seiten, in Ergänzungslieferungen in etwa gleichem Umfang im Abstand von 1 bis 2 Jahren. Die fünfte – und letzte – Ergänzung wurde im November 1998 ausgeliefert. Die Gesamtausgabe umfasste zu diesem Zeitpunkt circa 700 Seiten und füllte zwei Ordner.
Mit dem Aufkommen des Internets wurde das Lexikon der Anarchie als Online-Lexikon weitergeführt. Hauptinitiator der Onlineversion des Lexikons ist der Verleger und Publizist Jochen Schmück, der das Portal Datenbank des deutschsprachigen Anarchismus (DadA) betreibt, unter dem das Lexikon erscheint.
Das Lexikon der Anarchie wird weiterhin von verschiedenen Autoren gemeinschaftlich vervollständigt, wobei jedoch jeder Eintrag von einem einzelnen Autor verfasst wird, der den Inhalt verantwortet. Die Autorenschaft besteht aus Personen, die durch Publikationen zum Thema als Fachleute ausgewiesen sind.
Ab Oktober 2018 betreut Maurice Schuhmann als Herausgeber in Zusammenarbeit mit dem bisherigen Redaktionsteam im Rahmen eines Projektrelaunches das Lexikons der Anarchie.

## Mitarbeiter des Lexikons der Anarchie
Jörg Auberg, Gerhard Bauer, Walther L. Bernecker, Wolfram Beyer, Stefan Blankertz, Michael Bovenschen, Manfred Burazerovic, Richard Cleminson, Hans Jürgen Degen, Wolfgang Eckhardt, Walter Fähnders, Will Firth, Mina Grauer, Hans Ulrich Grunder, Markus Henning, Johannes Hilmer, Heinz Hug, Gerhard Kern, Ulrich Klemm, Marianne Kröger, Bernd A. Laska, Gernot Lennert, Masamichi Osawa, Stefan Preuß, Werner Portmann, Rolf Raasch, Adi Rasworschegg, Lutz Roemheld, Hartmut Rübner, Jochen Schmück, Dieter Scholz, Maurice Schuhmann, Chaim Seeligmann, Gerhard Senft, Normann Stock, Uwe Timm, Václav Tomek, Henning Zimpel, Siegbert Wolf, Hubert van den Berg.